# أولاد سي بلغيت (أولاد سي بلغيت)
أولاد سي بلغيت هو دُوَّار يقع بجماعة أولاد بورحمون، إقليم الفقيه بن صالح، جهة بني ملال خنيفرة في المملكة المغربية. ينتمي الدوّار لمشيخة أولاد سي بلغيت التي تضم دوار واحد. يقدر عدد سكانه بـ 2087 نسمة حسب الإحصاء الرسمي للسكان والسكنى لسنة 2004.

## روابط خارجية
- البوابة الوطنية للجماعات الترابية
- المندوبية السامية للتخطيط